# Zamek Colchester
Zamek Colchester (ang. Colchester Castle) – zamek położony w Anglii, w mieście Colchester (Essex). Jest największym donżonem zbudowanym przez Normanów w Europie. Zamek został zbudowany w latach 1070 - 1085  na fundamentach rzymskiej świątyni poświęconej cesarzowi Klaudiuszowi. Wymiary zamku to 46,2 na 33,5 metra. Wysokość to 27,4 metra. 

## Muzeum
W zamku aktualnie działa muzeum poświęcone historii zamku ze zbiorami artefaktów z wykopalisk archeologicznych z okresu cesarstwa rzymskiego.